# Chulpán Jamátova
Chulpán Naílievna Jamátova (en ruso: Чулпа́н Наи́левна Хама́това; en tártaro: Чулпан Наил кызы Хаматова; n. 1 de octubre de 1975) es una actriz rusa de origen tártaro.

## Biografía
Nació el 1 de octubre de 1975 en Kazán, RASS Tártara, Unión Soviética — hoy, Tartaristán, Federación de Rusia —. Estudió Matemáticas y Economía en la Universidad de Kazán. Abandonó la Universidad para estudiar arte dramático primero en la Escuela de Teatro de Kazán y luego en el Instituto Ruso de Arte Teatral de Moscú. Ha participado en varias películas alemanas, entre las que destaca Good Bye, Lenin! (2003), así como en varias series para la televisión rusa.
Chulpán ha trabajado en varios teatros moscovitas: en el RAMT (como Dunya Raskólnikova en Crimen y Castigo y como Ana Frank en El Diario de Ana Frank), en el Teatro Sovreménnik (en), en el Teatro de la Luna, en el Teatro de Antón Chéjov y en el Teatro Abierto de Yuli Malakyánts.
Tiene tres hijas y está divorciada de su primer marido. Su nombre, Chulpán, significa lucero del alba en tártaro.
Actualmente reside en Letonia, ya que decidió exiliarse a causa de la invasión rusa de Ucrania.
Encabezaba la fundación benéfica Podarí Zhizn.

## Filmografía

### Cine
- Strana glujij (1998)
- Vremia tantsora (1998)
- Luna Papa (1999)
- Tuvalu (1999)
- Rozhdestvenkaia mysteria (2000)
- England! (2000)
- Lvinaia dolia (2001)
- Viktor Vogel - Commercial Man (2001)
- Good Bye, Lenin! (2003) (con Daniel Brühl, María Simón, Katrin Saß, Michael Gwisdek y Alexander Beyer)
- Dressirovshchitsa kurits (2003)
- Hurensohn (2004)
- 72 metra (2004)
- Garpastum (2005)
- Grecheskiye kanikuly (2005)
- Midsummer Madness (2006)
- Mechenosets (2006)
- The White Crow (2018)

### Televisión
- Dostoyevski (2011)
- Zuleijá abre los ojos (2019)